# Železniční trať Znojmo–Okříšky
Železniční trať Znojmo–Okříšky je jednokolejná neelektrizovaná železniční trať, součást celostátní dráhy, spojující Znojmo a Okříšky. V jízdním řádu pro cestující je označena jako číslo 241. Do provozu byla uvedena 23. dubna 1871 jako součást Rakouské severozápadní dráhy. Na trati se nachází jeden tunel.

## Historický vývoj tratě
Přímé spojení Berlína s Vídní přes Liberec plánovaly německé hospodářské kruhy koncem roku 1860. Kromě toho si Rakousko přálo krátké spojení Vídně s Baltským a Severním mořem, na něž by se mohly napojit i střední Čechy se svými uhelnými doly a cukrovary. S přípravou projektu započala společnost Süd-Norddeutsche Verbindungsbahn (SNDVB) roku 1865. Jedním z jejich konkurentů byla společnost Společnost státní dráhy (StEG). Koncesi k vybudování a provozování dráhy Vídeň–Mladá Boleslav obdržela SNDVB 8. září 1868.

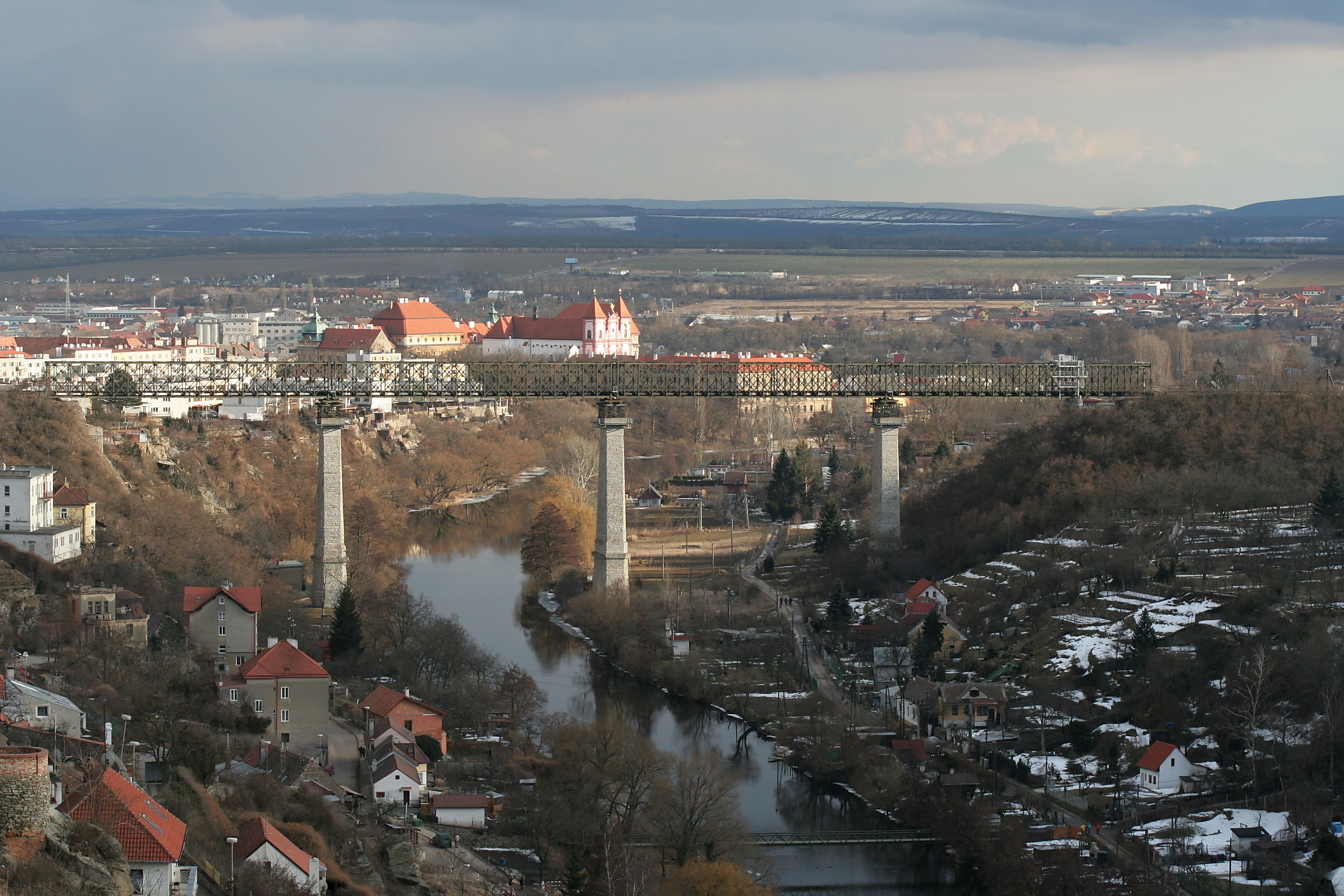
Znojemský viadukt

Společnost Rakouská severozápadní dráha (ÖNWB) byla založena 26. července 1870 s cílem vybudovat druhé severojižní spojení v Čechách. Úsek Kolín – Golčův Jeníkov byl uveden do provozu v prosinci 1869, úsek Golčův Jeníkov – Havlíčkův Brod v prosinci 1870, v lednu 1871 pak úsek Havlíčkův Brod – Jihlava a 23. dubna 1871 konečně úsek Jihlava–Znojmo.
Roku 1908 byla trať zestátněna. Odstoupením části území po mnichovské dohodě přešel úsek trati od Znojma po Šumnou k Německým říšským dráhám; zahrnut byl pod trať 462 g Wien Nordwestbf–Znaim–Schönwald-Frain. Po druhé světové válce převzaly správu Československé státní dráhy, později České dráhy a od roku 2008 Správa železniční dopravní cesty (tj. pozdější Správa železnic). 
Po železniční trati Znojmo–Okříšky bývaly vedeny rychlíky. Ty stavívaly mimo Znojmo a Okříšky též v Šumné, Moravských Budějovicích a Jaroměřicích nad Rokytnou. V posledních svých letech nesl tento rychlík název Dyje. Po roce 1991 zaznamenal tento dálkový vlak výrazný úbytek cestujících, zejména v úseku Jihlava–Znojmo, a byl v roce 1993 zrušen. Až do roku 2006 jezdíval pár rychlíků 1518/1519, v pátek odpoledne ve směru z Prahy do Znojma a v neděli ze Znojma do Prahy.[zdroj?]

## Současný stav
9. prosince 2011 byla na trati zprovozněna nová zastávka Bohušice mezi stanicemi Jaroměřice nad Rokytnou a Moravské Budějovice.
14. října 2015 byla na trati zprovozněna nová zastávka Znojmo nemocnice.
V roce 2017 městys Stařeč navrhl propojit tratě Brno–Jihlava a Znojmo–Okříšky se zaústěním do stanice Třebíč. Spojka by zlepšila místní dopravní obslužnost tím, že by se východištěm vlaků do Znojma mohlo stát okresní město Třebíč místo Okříšek a sám městys Stařeč by získal nádraží blíže zastavěné části obce. Kraj Vysočina souhlasil s tím, že pošle Správě železnic žádost o zpracování studie. V roce 2019 bylo navrženo zřízení zastávky nedaleko domu sv. Antonína v Moravských Budějovicích, městská rada Moravských Budějovic však neschválila zřízení zastávky. Náklady na zřízení by byly příliš vysoké. Dříve se spekulovalo o zřízení zastávky u Lesůněk, ale tam zřízení nepodpořil Kraj Vysočina.
Od prosince roku 2019 byl upraven jízdní řád a nově jezdí spěšné vlaky ze Znojma do Jihlavy či Havlíčkova Brodu bez přestupu v Okříškách a s návazností na rychlíky do Prahy.
V roce 2025 byl opraven železniční most v Moravských Budějovicích, z toho důvodu proběhla výluka.

## Průběh tratě
Železniční trať vychází ze znojemského nádraží na sever. Jak se stáčí k západu, obchází ze severu takřka celé město po pravém břehu potoka Lesky, pod Novou nemocnicí je také nově zřízena bezbariérová zastávka Znojmo nemocnice. Až k zastávce Citonice trať vede souběžně s Gránickým potokem. Od Citonic k železniční stanici Olbramkostel prochází poli. Další úsek cesty ke stanici Šumná již vede podstatnou měrou lesem nebo po jeho okraji (Šumenský hvozd). Podobně je tomu, když trať pokračuje k severu ke Grešlovému Mýtu. Za stanicí Grešlové Mýto trať překonává Jevišovku.

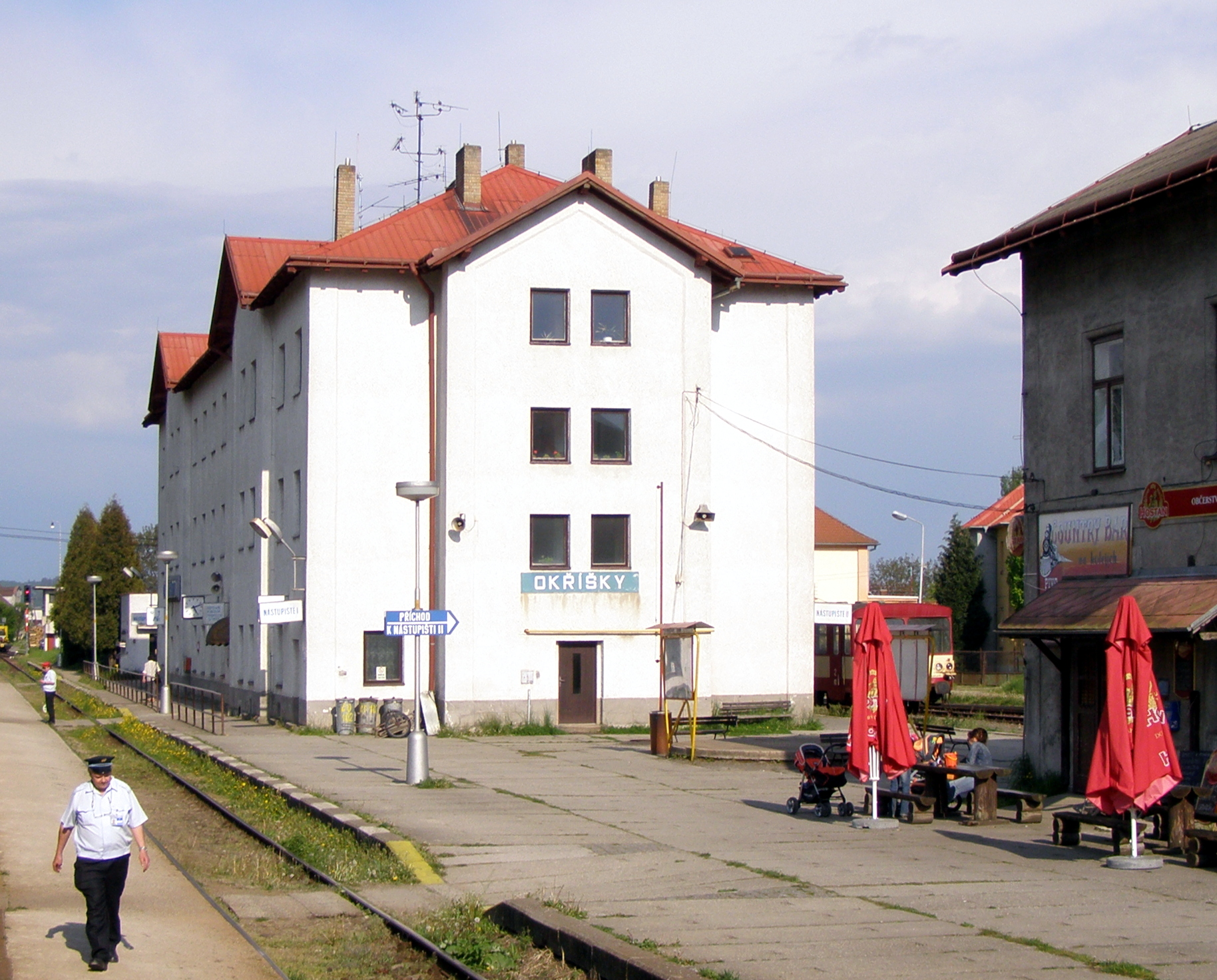
Výpravní budova stanice Okříšky je na ostrůvku obklopeném kolejištěm

Dál již trať vede v polích. Poslední zastávkou v Jihomoravském kraji jsou Blížkovice. Za nimi trať opouští okres Znojmo a vstupuje na území okresu Třebíč v kraji Vysočina.
V okrese Třebíč prochází trať mezi Častohosticemi a Vescí, při níž je zastávka. Od Vescí trať směřuje k severu a stoupá ke 440 m n. m. poblíž Lažínek. Do Moravských Budějovic vstupuje trať od jihu. Jádru města se vyhýbá k západu. Jak překoná Rokytku, potkává se s dráhou Moravské Budějovice – Jemnice a souběžně vedou do stanice Moravské Budějovice. Od Moravských Budějovic trať běží k Lukovu a Bohušicím. Za Bohušicemi se velkým obloukem dotýká Jaroměřic nad Rokytnou, jejichž železniční stanice leží v připojené obci Popovicích. V Lesůňkách překračuje trať řeku Rokytnou a běží na severozápad k zastávce Šebkovice. Dál vede na sever k Hornímu Újezdu. Další stanicí jsou Kojetice na Moravě. Dalšími dvěma výraznými oblouky trať míjí Kojetice, Mikulovice a Mikulovickou horu. Až do Okříšek pak trať udržuje víceméně přímý severozápadní směr. Ze západu míjí Mastník. Ke stařečskému nádraží trať stoupá k úpatí Zadní hory. Po jižním okraji Čechočovic trať pokračuje ke Steklému rybníku u Hvězdoňovic. V těch je poslední zastávka. Trať se od nich natáčí k přímo k severu a klesá do Okříšek. Jakmile ze západu mine kopec Strážku, sbíhá se s tratí Brno–Jihlava od Krahulova a spolu obcházejí západní a severní stranu zástavby Okříšek a ústí do okříšské stanice, v níž se obě trati spojují.

## Stanice a zastávky
Na železniční trati Znojmo–Okříšky jsou tyto stanice a zastávky:

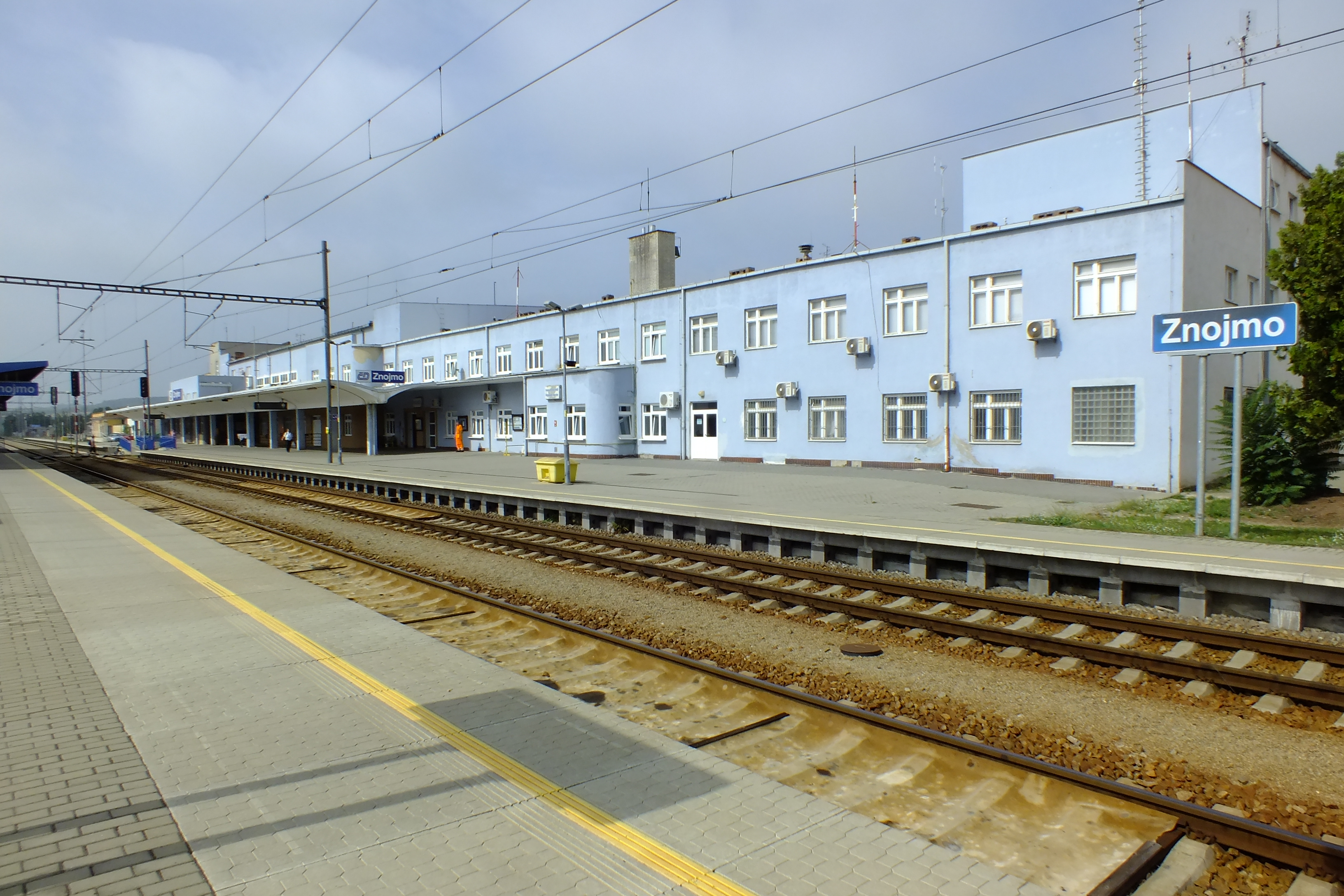
Znojmo
Znojmo nemocnice
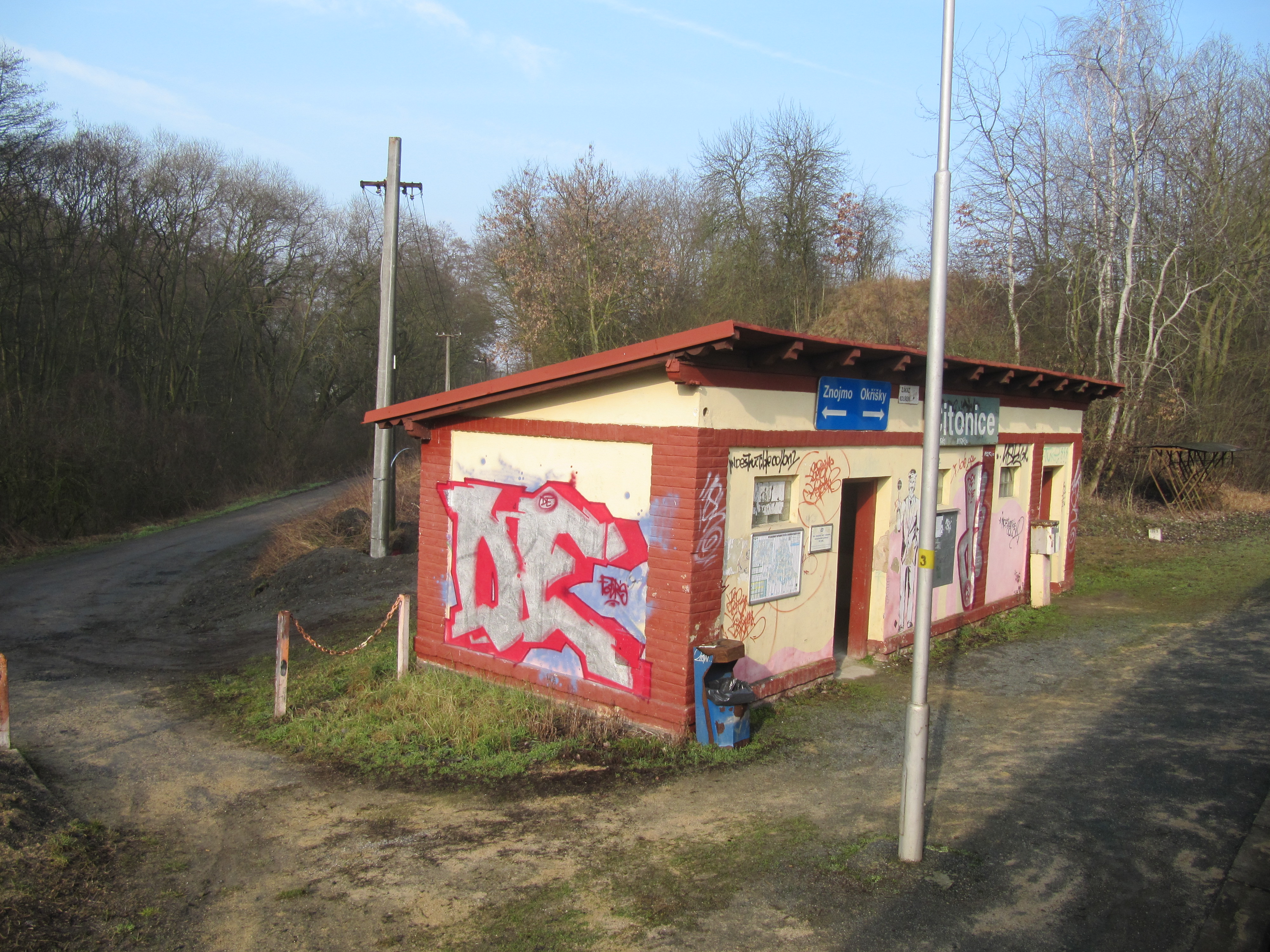
Citonice
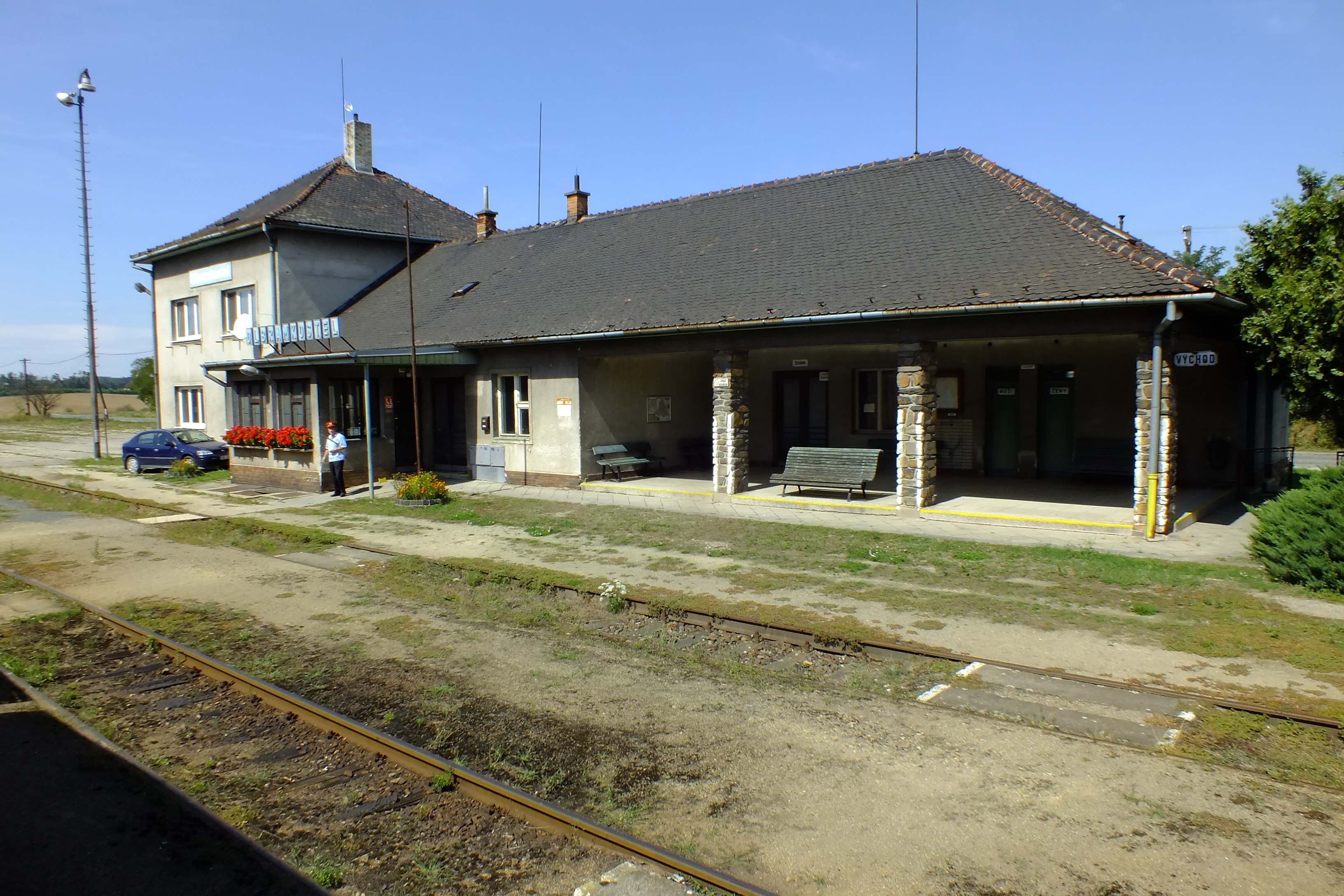
Olbramkostel
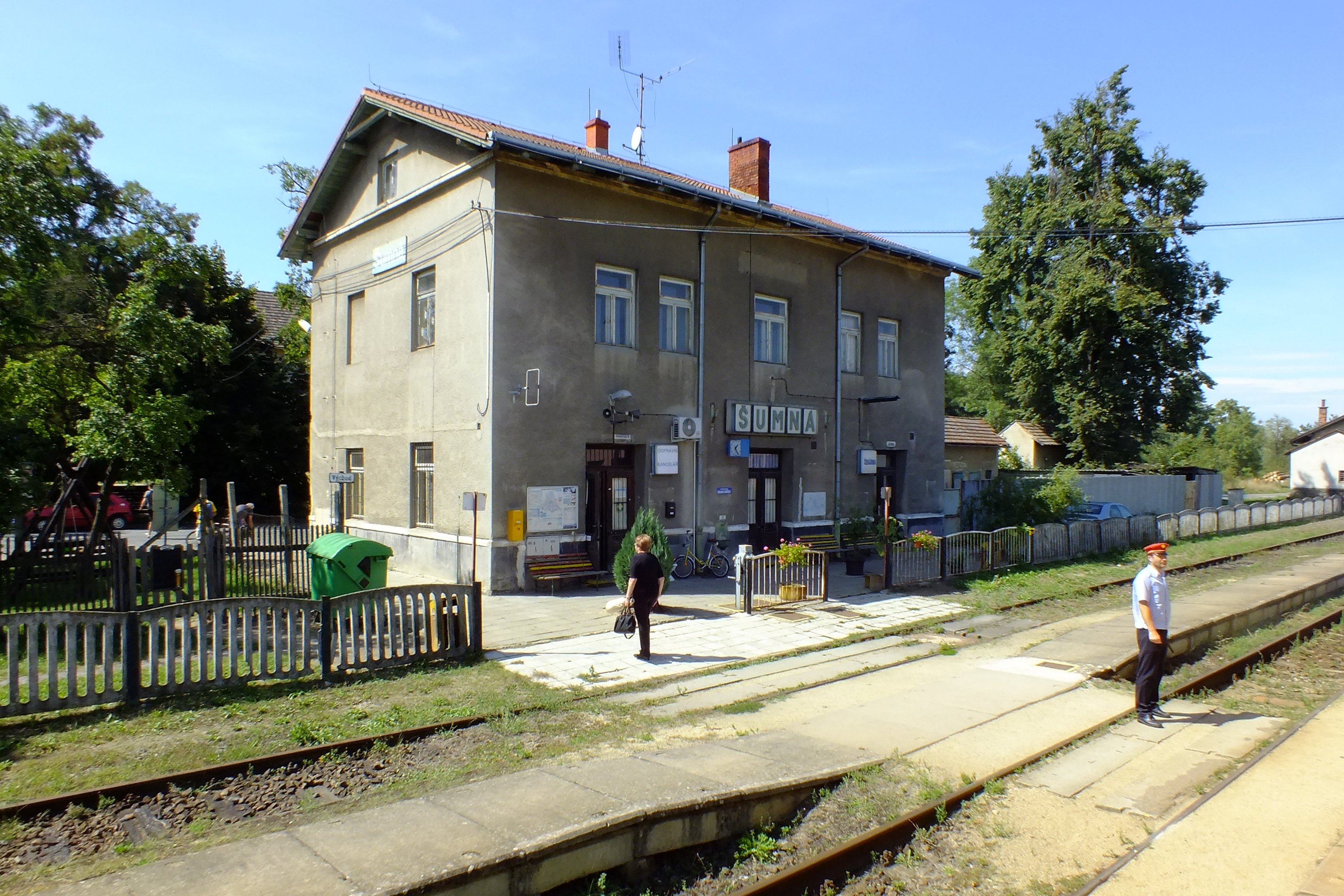
Šumná
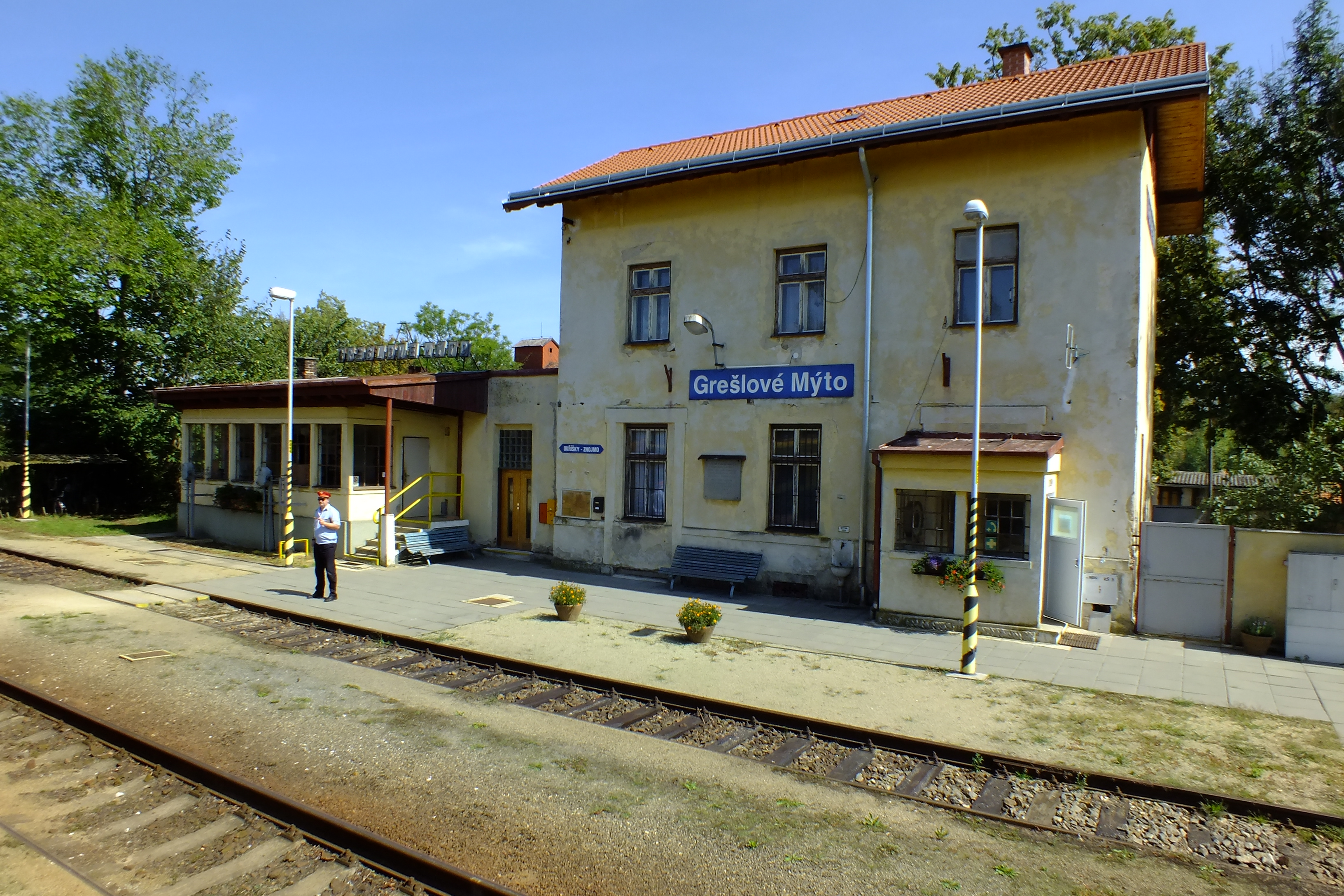
Grešlové Mýto
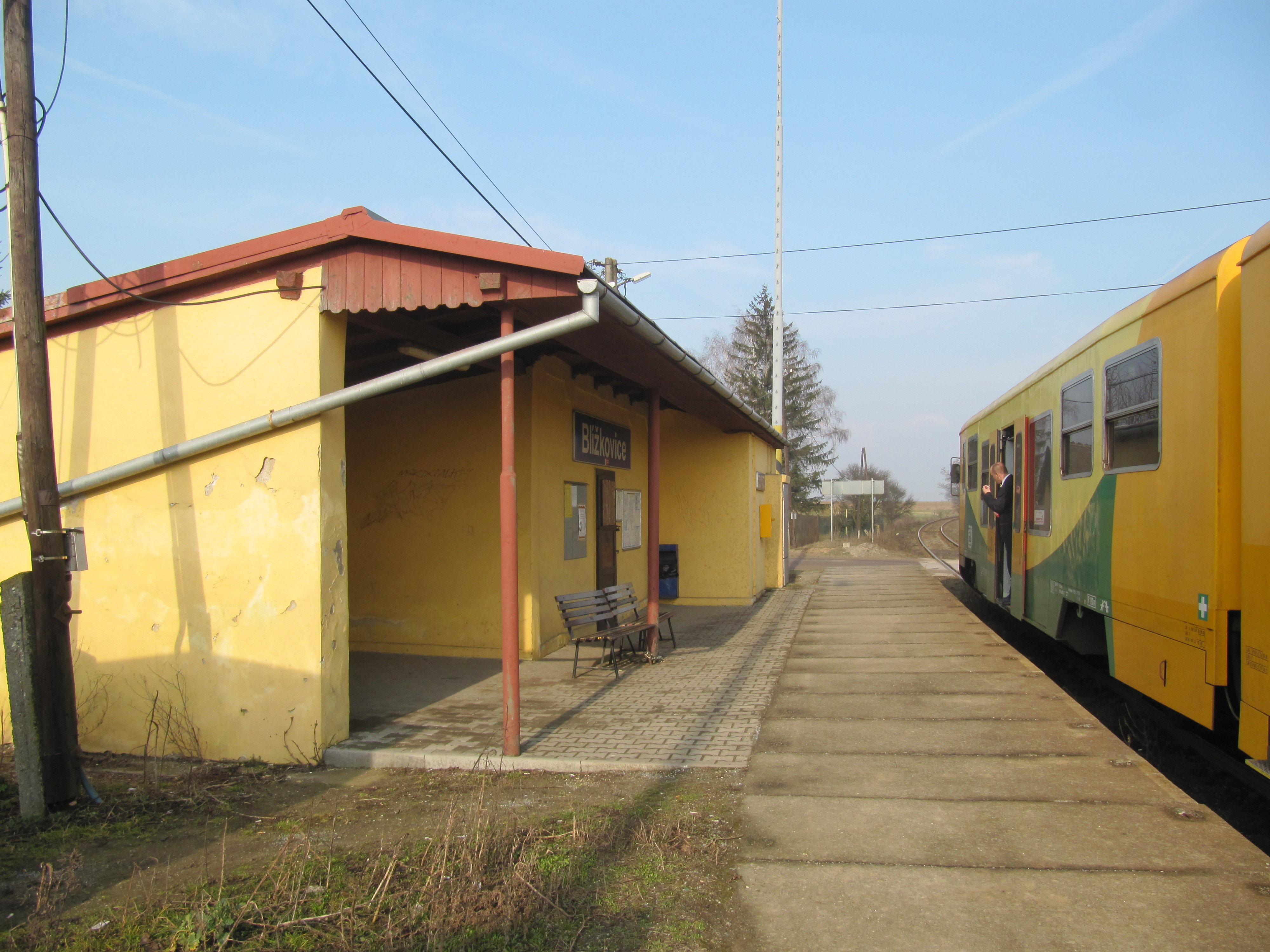
Blížkovice
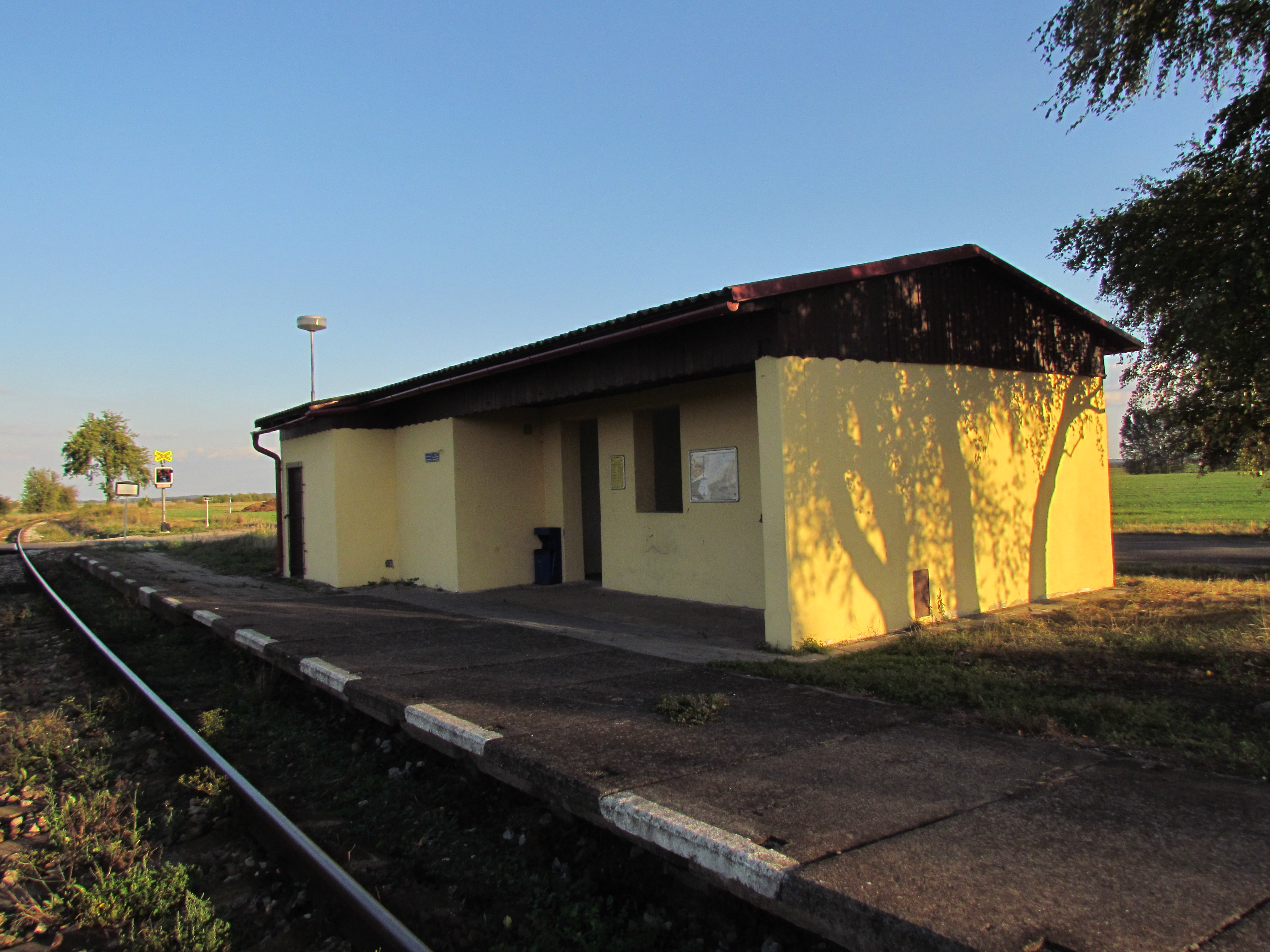
Vesce
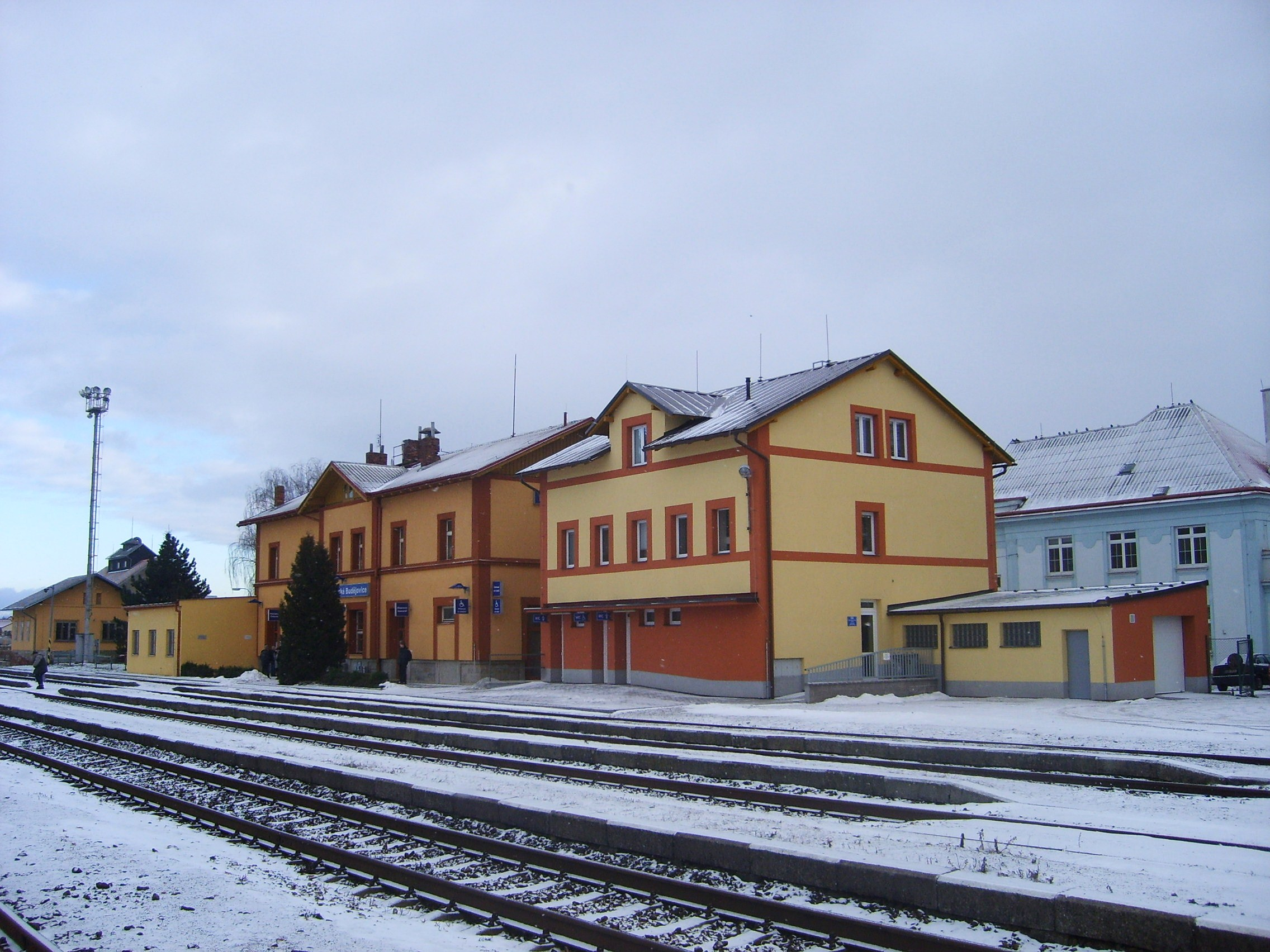
Moravské Budějovice
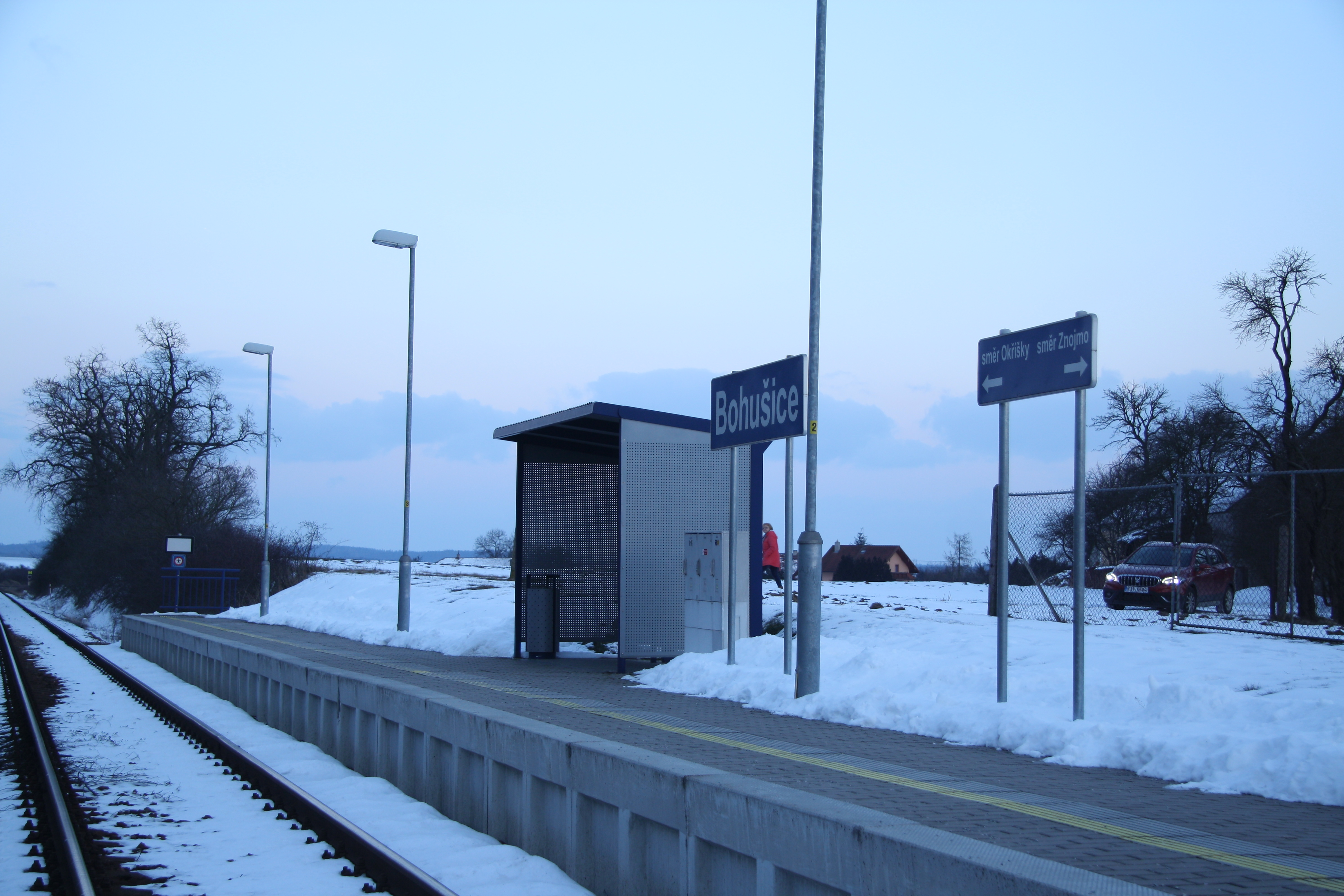
Bohušice
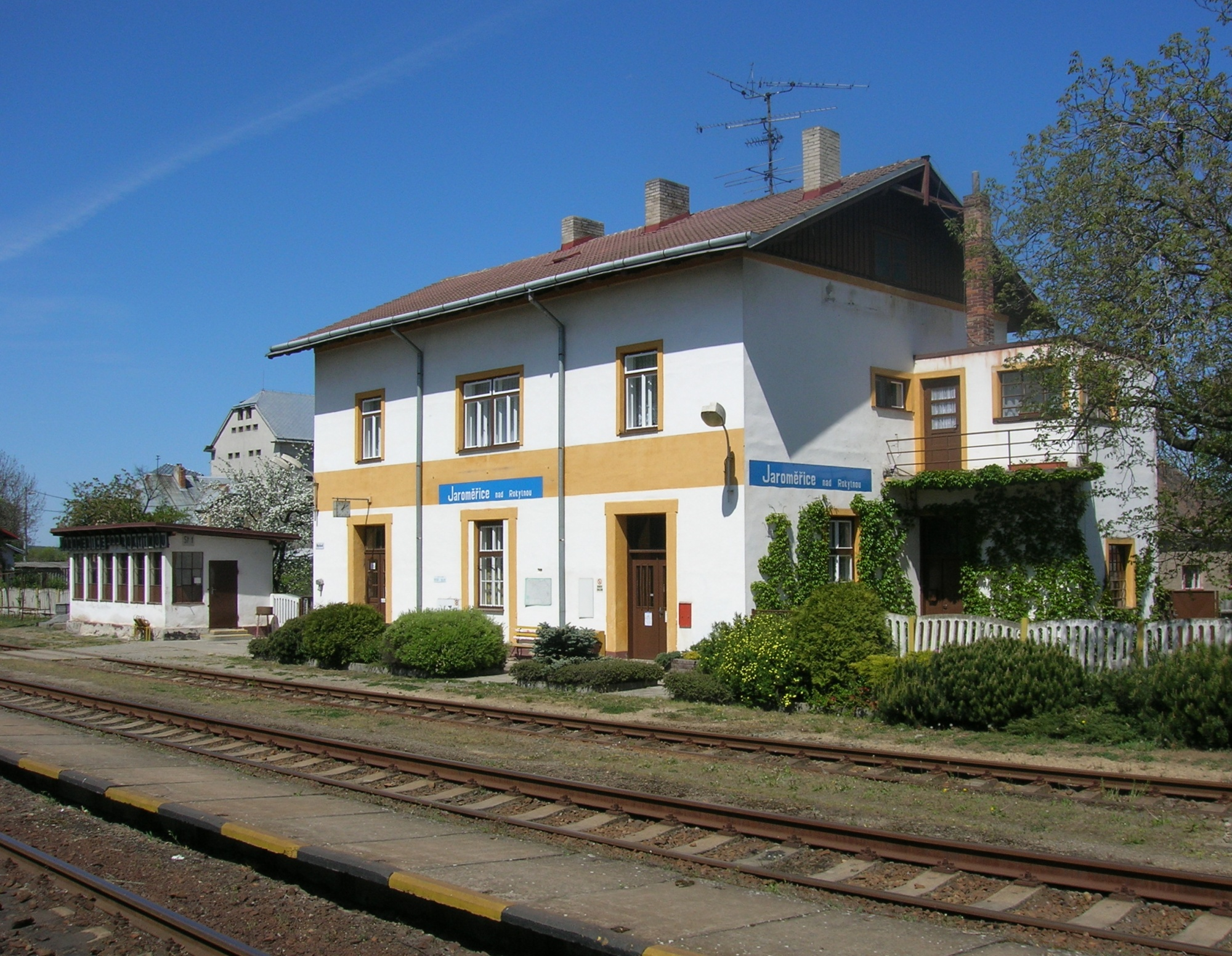
Jaroměřice nad Rokytnou
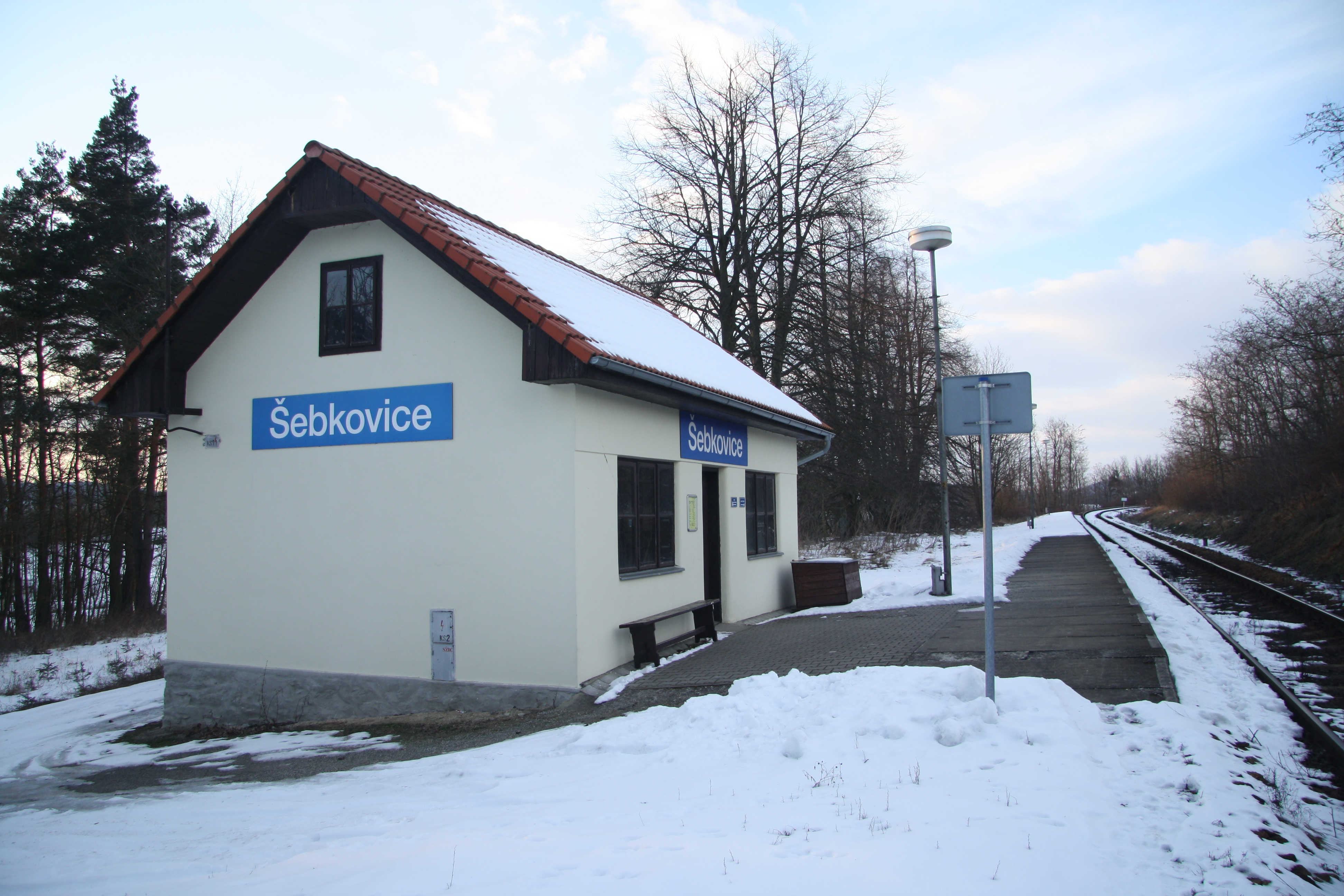
Šebkovice
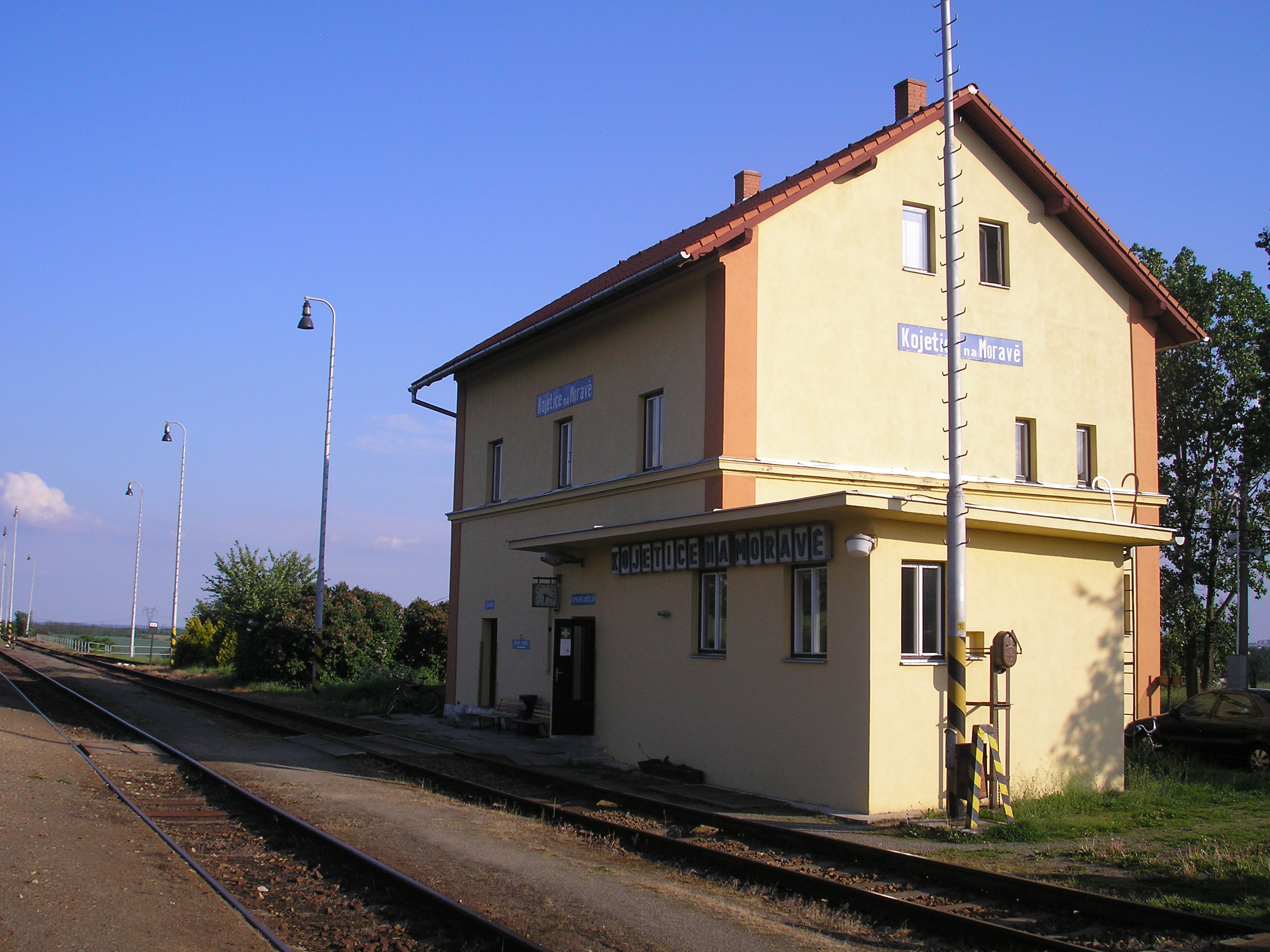
Kojetice na Moravě
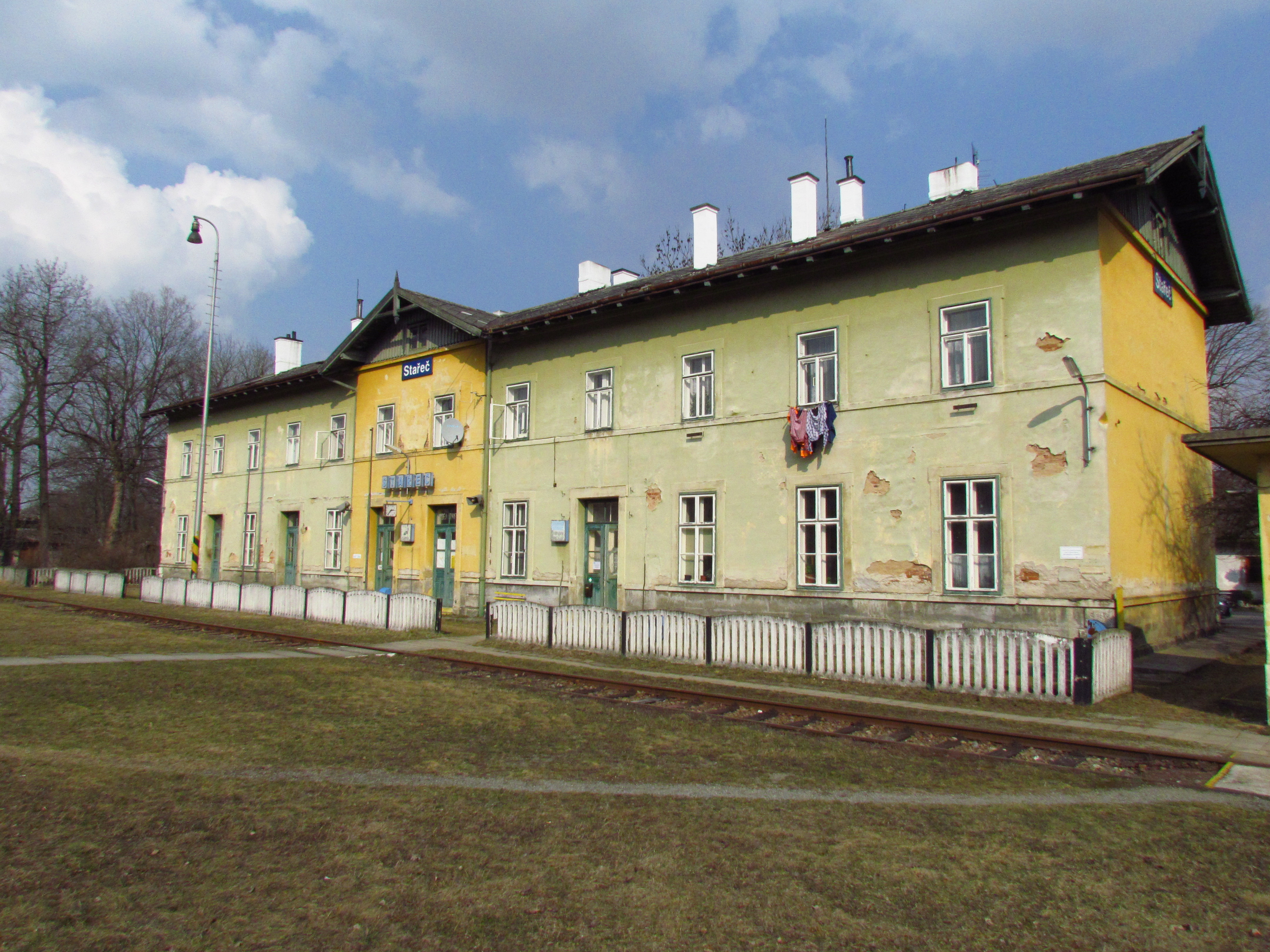
Stařeč
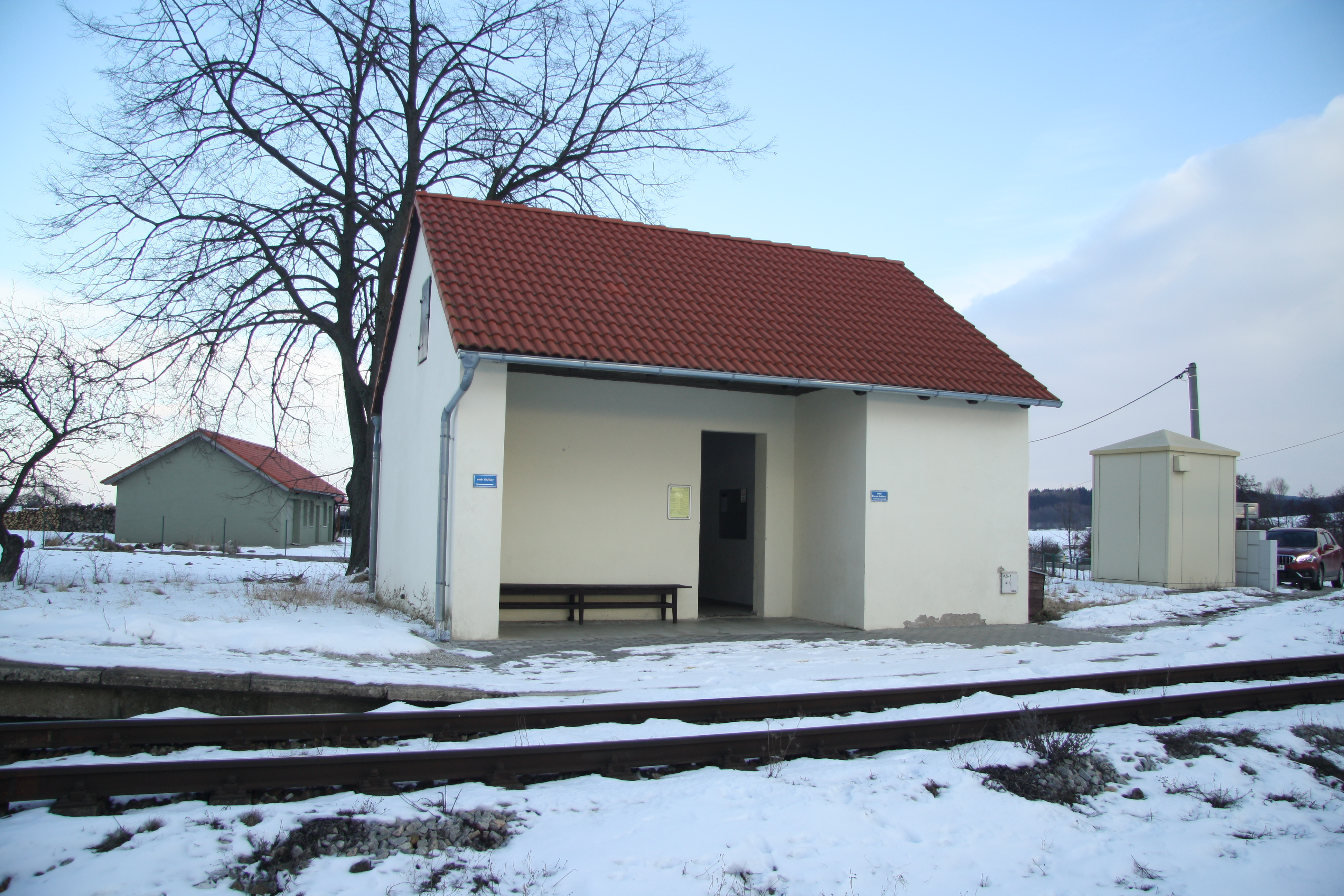
Hvězdoňovice
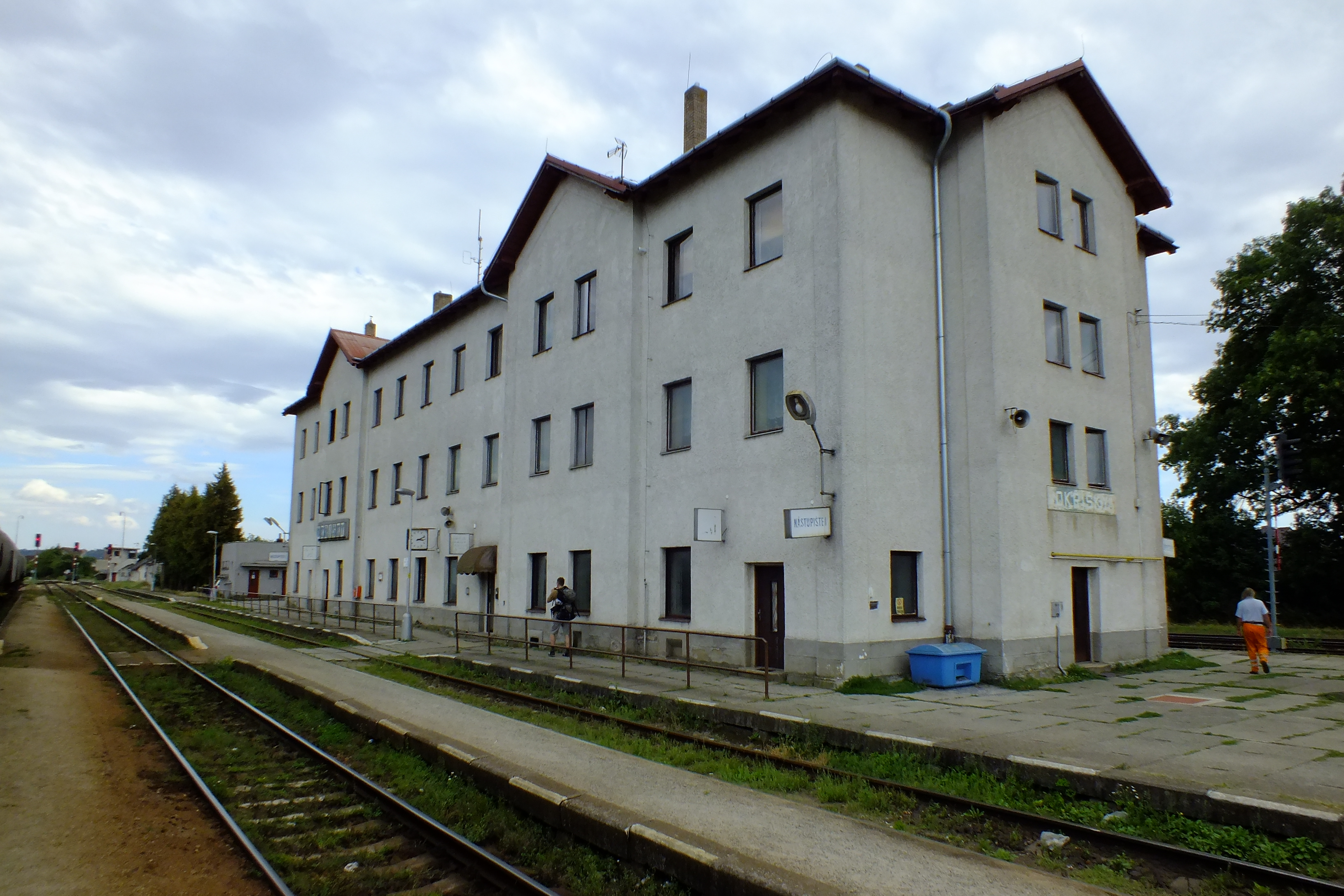
Okříšky

## Navazující tratě

### Okříšky
- Trať 240 Brno – Jihlava

### Moravské Budějovice
- Trať 243 Moravské Budějovice – Jemnice (pravidelná osobní doprava zastavena)

### Znojmo
- Trať 246 Břeclav – Boří les – Hrušovany nad Jevišovkou – Znojmo
- Trať 248 Znojmo – Šatov -(Správa železnic) - Retz – Vídeň (ÖBB)